# ميخائيل أوتو
ميخائيل أوتو (بالألمانية: Michael Otto)‏ هو رائد أعمال ألماني، ولد في 12 أبريل 1943 في Chełmno ‏ في بولندا. وهو رئيس المجلس الإشرافي لمجموعة أوتو الألمانية، إحدى أكبر شركات الطلب عبر البريد في العالم، بقيمة 15.6 مليار يورو في عام 2021. حصل على الدكتوراه من جامعة هامبورغ وجامعة ميونيخ . 

## حياته المهنية
تأسست مجموعة أوتو على يد والده الراحل فيرنر أوتو ، كشركة للطلب عبر البريد في هامبورغ في عام 1949.  ومجموعة أوتو هي المالكة السابقة لشركة شبيغل المحدود Spiegel, Inc (وهي الشركة الأم لشركة إيدي باور إدي باور وهي شركة ملابس في أمريكا، والمالكة السابقة لكتالوج شبيغل Spiegel catalog)، التي تقدمت بطلب إفلاسها في 17 مارس 2003. ,في 25 مايو 2005، خرجت شركة شبيغل المحدودة Spiegel, Inc. من حالة الإفلاس، وتم تغيير اسمها إلى إيدي باور القابضة، وهي الآن مملوكة بشكل أساسي للبنك التجاري الألماني. ولم تعد مجموعة أوتو تمتلك أي حصة في الشركة.
ويمتلك أوتو وعائلته عقارات واسعة النطاق في كندا والولايات المتحدة،[بحاجة لمصدر] ومراكز تسوق في ألمانيا وجزء من سلسلة المفروشات المنزلية كريت اند باريل Crate & Barrel.
وتُعرف شركته بكونها ناشطة بيئية ملتزمة، وقد روجت منذ فترة طويلة لمنتجات آمنة بيئيًا. وفي عام 1993، أنشأت مؤسسة ميخائيل أوتو (Michael Otto Stiftung). وقد لعبت هذه المؤسسة، ولا تزال تلعب، دوراً هاماً في تعزيز الحوار بين أصحاب المصلحة المتعددين بشأن القضايا البيئية الساخنة. أوتو هو أيضًا عضو في مجلس المستقبل العالمي.
أوتو هو رئيس مؤسسة 2°، التي تشجع على الانتقال نحو نظام اقتصادي خالٍ من الكربون.  وقد صرح ذات مرة عن هذا التحول: "إن فهم حماية المناخ كمشروع تحديث للاقتصاد يمكن أن يلعب الآن دورًا مهمًا في التغلب على عواقب أزمة كورونا - وفي الوقت نفسه يساعد في تجنب الآثار السلبية العميقة لأزمة المناخ". 

## روابط خارجية
- مايكل أوتو على موقع مونزينجر (الألمانية)